# Bastion (відеогра)
Bastion ([bastɪən]?) — відеогра в жанрі action/RPG, розроблена американською компанією Supergiant Games і видана Warner Bros. Interactive Entertainment. Реліз гри відбувся 20 липня 2011 року в Xbox Live Arcade для Xbox360, а 16 серпня 2011 року для Microsoft Windows через Steam. 31 травня 2012 вийшла в наборі Humble Indie Bundle для Linux і Mac OS X.
Події гри розгортаються у вигаданому світі, в якому, незадовго до початку подій гри, стався невідомий катаклізм, який вразив більшу частину світу. Хлопець (англ. The Kid), головний герой гри, після того, що сталося прокидається в невідомому йому місці та починає шлях до Бастіону — місця в місті, яке мало вціліти. Там він зустрічає Рукс (англ. Rucks, The Stranger), від імені якого ведеться розповідь. Рукс розповідає Хлопцеві про те, що Бастіон зруйнований, і для його відновлення потрібно знайти Ядра.
Випуск Bastion став успішним дебютом для Supergiant Games. Гра отримала визнання серед критиків і гравців. Найбільше захоплення викликали музичний супровід і розповідь, за які команда розробників і композитор отримали безліч нагород і перемог у відповідних номінаціях.

## Ігровий процес
Bastion створена в жанрі ізометричного action з елементами рольової гри: з рівнями вдосконалення і локаціями у вигляді «летючих островів». Оригінально сформовані ігрові локації — підлога з'являється прямо перед гравцем у міру його пересування. Локації, через які подорожує протагоніст, це зруйновані міста, джунглі, болота, вулкани та айсберги. З прогресом ігровий персонаж стає сильнішим, знаходячи нову й вдосконалюючи вже придбану зброю, а також підвищуючи максимальну кількість здоров'я при отриманні нового рівня. Мета проходження кожної локації — пошук спеціальних предметів, що дозволяють відновити та поліпшити Бастіон — можливо, єдиний з уцілілих міст після невідомої катастрофи.
Після проходження чергової локації гравець переміщається назад в Бастіон, де може витратити отримані в боях «фрагменти» (ігрову валюту) на поліпшення зброї або на покупку предметів, що підсилюють деякі вміння та здібності. Під відновленням Бастіону мається на увазі будівництво та поліпшення таких будівель як арсенал, кузня, бюро знахідок (Магазин, в якому можна купити незнайдені предмети й поліпшення), монумент, в якому можна виконати випробування та отримати нагороду у вигляді «фрагментів», лавка спеціальних «тоніків», що дають головному герою додаткові бонуси, і храм ідолів, в якому гравець може підвищити складність, посиливши ворожих істот.
Крім основних рівнів, пов'язаних із сюжетною лінією, гравець може проходити різні випробування, в яких він повинен проявити здібності з володіння знайденою раніше зброєю. Кожне випробування розраховане під певну унікальну зброю. Наприклад, випробування для молота полягає в тому, щоб якомога швидше розбити певну кількість предметів на рівні. Інша випробування для Луку Руйнівника (англ. Breaker's Bow) вимагає знищення кількох цілей мінімальною кількістю пострілів. І так для кожного зброї передбачена своя локація-випробування.
Крім спеціальних випробувань для зброї, в Bastion доступні випробування гравця на витривалість — подорожі в локації під назвою «Хто знає де» (англ. Who Knows Where), в які гравець може переміститися вибравши один з трьох предметів у Бастіон, які можна знайти проходячи сюжетну кампанію. Сенс випробувань — залишитися живим після всіх навал ворогів. Після кожних двох навал гравець отримує певну кількість «фрагментів» і досвід. Кожен предмет переносить гравця в різні місця з різними монстрами. Всього існує чотири предмети, що переносять в локацію-випробування. Під час проходження закадровий голос оповідача оповідає історію персонажів, яких Хлопець зустрічає на своєму шляху в Бастіон.
У грі є унікальна особливість, яку розробники назвали «динамічним оповіданням». Рукс, літній чоловік, озвучений Логаном Каннінгемом (англ. Logan Cunningham), виступає в ролі оповідача. Крім розповіді історії він дотепно коментує дії гравця і стиль його гри — наприклад, помилки або вибір зброї, яким користується гравець (одночасно можна використовувати тільки дві зброї та одну здатність). Версія гри, яка поширюється через Steam, відрізняється від інших наявністю нової здатності й нового досягнення, які є взяті з гри Portal 2. За допомогою нової здатності можна створити портал, через який на локацію потрапляє дружня гравцеві турель з гри Portal.

## Вміст

### Сетинг
Гра починається зразу після Катастрофи (англ. Calamity) — глобального катаклізму, який вразив більшу частину світу і змінив його мешканців. Гравець грає за Хлопця (англ. The Kid), мовчазного протагоніста, який одним з небагатьох, хто вижив. Карта світу розділена на три зони, в яких побуває гравець: руїни Цейлондії (англ. Caelondia), Дике незвідане (англ. Wild Unknown), край Ура (англ. Ura).

### Сюжет
Хлопець, прокинувшись у невідомому йому місці, розуміє, що все навколо непоправно змінилося, після цього він проривається з боєм в місце під назвою Бастіон, де зустрічає ще одну живу людину, це літній чоловік голос якого супроводжує гравця, озвучуючи буквально всі події гри. Його звати Рукс (англ. Rucks, The Stranger), розповідає, що вони можуть відбудувати старий Бастіон — останній безпечний острівець цього світу. І «Хлопчина» вирушає на пошуки потрібних матеріалів, по шляху дізнаючись деталі того що сталося.
Шукаючи частинки для відновлення Бастіону, Хлопець зустрічає спочатку Зулфа (англ. Zulf, The Survivor), а потім співачку Зію (англ. Zia, The Singer), які є представниками нації Ура, що воювала колись з Цейлондією. Разом з Зією, герой знаходить і щоденник її батька Вена (англ. Venn), але прочитати його може тільки Зулф, бо з них він єдиний хто володіє мовою ура.
Під час повернення з останньою частиною для відновлення, Ядром (англ. Core), Хлопець виявляє, що Зулф втік, а перед тим пошкодив Монумент (англ. Monument), серце Бастіону, дізнавшись з щоденника таємницю Катастрофи. У нашого героя не залишається вибору, окрім як вирушити за осколками, з допомогою яких можна відновити Монумент. Шлях Хлопця пролягає через Дике незвідане, де врешті-решт він знаходить передостанній осколок, а разом з ним і Зулфа. Той попереджає його, що Бастіон в облозі, і повертатися не варто. Хлопець не слухає його, хапає осколок і мчить рятувати своїх друзів. Відбивши атаку, Хлопець виявляє, що Зію викрали, Рукс розповідає повну історію того що сталося.
Проєкт, який спричинив катастрофу, спочатку розроблений у Цейлондії, був спрямований проти Ура. Планувалося закрити всі входи та виходи в підземних терміналах Тазу (англ. Tazal Terminals), це батьківщина Ура, тим самим, замурувавши всіх всередині. Над проєктом також працював і Вена, батько Зії, блискучий вчений, який мав свій план. Бувши Ура по народженню, він саботував проєкт, коли йому було наказано почати його виконання. Зулф, дізнавшись все це, вирішив помститися, заручившись підтримкою воїнів свого племені, які вижили.
Хлопець вирушає на землі Ура, щоб знайти Зію та останній осколок. Після 7 днів мандрів він рятує дівчину, яку, однак, зовсім не викрадали. За її словами, вона намагалася напоумити Зулфа і його послідовників, але їй це не вдалося. За словами Рукса, вона хотіла подивитися, чи піде Хлопець за нею, і що він зробить з її ж співвітчизниками.
Фінальний рівень знаходиться в замерзлих терміналах Тазу, де Хлопець руйнує ціле поселення Ура. Там він знаходить і осколок, і Зулфа, пораненого своїми ж за те, що привів до них Хлопця. У героя є вибір: або кинути його в снігах, або тягнути на собі, тим самим, втратити зброю і взяти на себе удар Ура, що ще залишилися.
Після повернення в Бастіон і його відновлення, гравець встає перед черговим вибором. Рукс пропонує повернутися назад у часі, до катаклізму, з надією на те, що нічого цього не станеться, але при цьому герої все забудуть. Зія пропонує залишити все як є, через те що найкращі моменти в її житті були саме після катастрофи, а не до неї, а далі зібрати всіх тих, хто вижив і вирушити на пошуки нових земель.

## Розробка
Bastion — дебютна гра американської компанії-розробника ігор Supergiant Games, в якій на момент створення гри працювало сім осіб. Керівником команди був Амір Рао, а Грег Касавін написав текст розповіді, озвучений Логаном Каннінгеймом. За художнє оформлення і візуальний стиль відповідала художниця Джен Зі, Гевін Симон зайнявся ігровим процесом. Саундтрек гри написаний Дарреном Корбі. Співзасновники компанії Рао і Симон раніше працювали в Electronic Arts, де брали участь у розробці таких ігор як Command & Conquer 3 і Red Alert 3. Пізніше обидва вирішили піти з компанії, бажаючи розробляти ігри власними зусиллями, в яких мали б можливість втілювати свої ідеї. Розробка гри Bastion почалася у вересні 2009 року і зайняла близько двох років, варто зазначити, що фінансуванням займалися самі ж співробітники компанії. Більша частина команди працювала в звичайному будинку в Сан-Хосе, а саундтрек і розповідь було записано в Нью-Йорці. Деякі розробники взагалі не зустрічалися з Логаном, голос оповідача РУКСО, до самого релізу. Перші дев'ять місяців розробки команда тільки збирала ідеї, перш ніж зупинитися на остаточному варіанті дизайну.

### Геймдизайн
Первиною ідеєю було створення типового для рольових ігор міста. Велика кількість розломів і тріщин в землі зумовлено бажанням розробників показати небо, тому що зазвичай в ізометричних іграх камера завжди направлена на землю. Також вони хотіли відмовитися від системи карт локацій, тому земля вибудовується на шляху у гравця, щоб вказувати на те, де гравець був, а де не був. Катастрофа, що відбулася, пояснювала цю особливість світу. Джен Зі розробила художній стиль гри, що виражає «суперечливу красу в пейзажі постапокаліптичного світу». Стиль ручного малювання всіх деталей пом'якшував різкість, яку вона бачила в інших іграх з ізометричною графікою. Джен брала натхнення з більш ранніх японських ізометричних ігор, намальованих у піксельному стилі. Гра багата насиченими фарбами, що, як пояснює Рао, сприяє привнесенню в дизайн гри відчуття дива, що в іншому випадку слабо поєднувалося б з постапокаліптичною оточенням. Розробники мали на меті змусити гравця відчути всю суперечливість зруйнованого світу, в якому ще залишилися яскраві фарби.
Попри те, що гра повністю двовимірна, всі спрайти базуються на раніше створеній тривимірній моделі з намальованими вручну текстурами. Розробники вдалися до даного способу через обмежені ресурси: над моделями персонажів працювала одна людина, яка фізично не могла намалювати всі спрайти вручну. Використання 2D графіки було узгоджено ще на старті, бо на думку розробників, за допомогою тривимірної графіки вони б не змогли передати потрібну картинку. Головний персонаж гри, Хлопець, навмисно зроблений молодим юнаком, якого можна сплутати з дитиною, «що надає його образу більшої чуйності та природності». Це, за словами розробника, позбавляє від думки, що головною метою Хлопця є бажання «набити ворогові морду».
Одним з ключових моментів гри є наявність скам'янілих людських останків, які можна виявити майже на всіх початкових локаціях. При руйнуванні скам'янілостей оповідач може розповісти історію цієї людини, що додає в гру «похмурості й відчуття втрати». Багато в чому ці статуї, як каже Рао, визначають основну концепцію гри — відчуття втрати старого світу, руйнування решток це індивідуальний вибір гравця. Його дії не засуджуються оповідачем. «Моральний вибір» в кінці гри обумовлений бажанням розробників здивувати гравця складним рішенням, від якого залежить кінцівка гри й кінцеве сприйняття гравцем самої концепції світу і ставлення до нього. Подібне рішення прийнято не через бажання штучно збільшити кількість варіантів кінця, як стверджує Рао, а підкреслити фінальну частину гри, яка складе остаточне враження гравця.

### Оповідання
На початку створення гри було вирішено додати в гру оповідача, тому що така особливість рятувала гравця від потреби читати багато тексту і чекати завершення роликів, які тільки уповільнювали б темп гри. Але для ще більшої динамічності оповіді та гри, оповідач частіше використовує «яскраві, короткі речення з витриманою паузою між фразами». Оповідач, за словами Касавіна, повинен викликати у гравця відчуття «старого знайомого», який зрідка коментує малі або значні дії. Касавін прагнув викликати почуття безпосередньої причетності до історії, створювану гравцем і переказану оповідачем.

### Саундтрек
Саундтрек до гри написаний і спродюсований американським композитором Дарреном Корбі, якого Рао знав ще з дитинства. Раніше Даррен працював у невеликих телевізійних шоу, і написання саундтрека до Bastion стало його першим значним досвідом. Робота над музикою велася з самого початку розробки гри. Деякі композиції були написані ще до закінчення розробки відповідних локацій у грі. Жанр саундтрека був визначений як «акустична музика на межі з тріп-хопом», що повинно було нагадати про дикий захід в декораціях екзотичного фентезі. У піснях Даррен комбінував сильні ударні партії поряд з акустичними, бажаючи створити те, чого раніше ніколи не чув у ігрових саундтреках. Вся музика і понад трьох тисяч фраз Логана Каннінгема були записані Дарреном в комірчині в його Нью-Йоркській квартирі.
Також Даррен Корб написав тексти для чотирьох пісень: «Build That Wall», «Mother, I'm Here», «Setting Sail, Coming Home» і «What's Left Undone». У першій композиції вокальну партію виконує Ешлі Баррент, у другій сам Даррен, а в третій тексти попередніх пісень поєднуються під новий інструментальний супровід. У композиції «What's Left Undone» присутній голос Логана. Спочатку Supergiant Games не планували випускати повноцінний саундтрек окремо, але через популярність музики серед фанатів 5 серпня 2011 саундтрек вийшов в цифровому форматі, з двома піснями, відсутніми в грі — «Get Used to It», «The Pantheon (Is not Gonna Catch You)». Перша написана Грегом Касавіном, а друга Дарреном, в обох звучить вокал Каннінгема. 2 вересня 2011 року в продаж надійшло видання, випущене обмеженим тиражем, з автографом самого композитора Даррена Корба. Станом на листопад 2011 року було продано близько 30 000 копій альбому. 15 березня 2012 Supergiant Games випустила збірку нот для фортепіано та гітари до композицій «Build That Wall», «Mother, I'm Here», «Setting Sail, Coming Home», і «The Pantheon (Is not Gonna Catch You)» для безкоштовного розповсюдження в інтернет-магазині.
| Список композицій | Список композицій                       | Список композицій              | Список композицій |
| #                 | Назва                                   | Вокал                          | Тривалість        |
| ----------------- | --------------------------------------- | ------------------------------ | ----------------- |
| 1.                | «Get Used to It»                        | Logan Cunningham               | 0:54              |
| 2.                | «A Proper Story»                        |                                | 1:09              |
| 3.                | «In Case of Trouble»                    |                                | 2:56              |
| 4.                | «Bynn the Breaker»                      |                                | 4:09              |
| 5.                | «The Sole Regret»                       |                                | 2:27              |
| 6.                | «Twisted Streets»                       |                                | 3:29              |
| 7.                | «Terminal March»                        |                                | 2:06              |
| 8.                | «Percy's Escape»                        |                                | 1:41              |
| 9.                | «Faith of Jevel»                        |                                | 2:37              |
| 10.               | «Mine, Windbag, Mine»                   |                                | 3:06              |
| 11.               | «Slinger's Song»                        |                                | 4:06              |
| 12.               | «Build That Wall (Zia's Theme)»         | Ashley Barrett                 | 2:45              |
| 13.               | «Spike in a Rail»                       |                                | 2:54              |
| 14.               | «What's Left Undone»                    | Logan Cunningham               | 0:22              |
| 15.               | «Brusher Patrol»                        |                                | 4:32              |
| 16.               | «The Mancer's Dilemma»                  |                                | 2:01              |
| 17.               | «Mother, I'm Here (Zulf's Theme)»       | Darren Korb                    | 2:16              |
| 18.               | «Pale Watchers»                         |                                | 4:28              |
| 19.               | «The Bottom Feeders»                    |                                | 4:44              |
| 20.               | «From Wharf to Wilds»                   |                                | 1:21              |
| 21.               | «Setting Sail, Coming Home (End Theme)» | Ashley Barrett and Darren Korb | 2:54              |
| 22.               | «The Pantheon (Ain't Gonna Catch You)»  | Logan Cunningham               | 2:27              |

### Випуск
Про процес розробки гри поступово розповідалося в щомісячних відеозвітах, які виходили з жовтня 2010 по травень 2011 року. Supergigant Games, спільно з колишніми колегами Касавіна — співробітниками GameSpot, на ресурсі Giant Bomb, розповіли про свою роботу і надали ранні концепти гри.
Перше визнання Bastion отримала під час показу бета-версії гри на Game Developers Conference в 2010 році. А у вересні того ж року, після завершення розробки, гра повторила успіх на Penny Arcade Expo. Після вдалого виступу на Game Developers Conference в 2011 році Warner Bros. підписали договір з Supergiant Games, за яким Warner Bros. виступають в ролі видавця гри. Реліз гри відбувся 20 липня 2011 року на консолі Xbox 360 у сервісі цифрової дистрибуції Xbox Live Arcade, а пізніше, 16 серпня, на Windows у Steam. Також була випущена браузерна версія гри для Google Chrome 9 грудня того ж року. Версія для Mac OS X стала доступна 26 квітня 2012 року в Mac App Store разом з оновленням SteamPlay для Mac OS X і Windows. 30 серпня відбувся реліз гри на iOS. До травня 2014 року було продано близько 2,3 мільйона копій гри на всіх платформах.

## Критика
| Агрегатор    | Оцінка                      |
| ------------ | --------------------------- |
| GameRankings | (PC) 90,36 % (X360) 87,26 % |
| Metacritic   | 86/100                      |

| Видання       | Оцінка  |
| ------------- | ------- |
| 1Up.com       | A−      |
| Edge          | 9/10    |
| Eurogamer     | 8/10    |
| Game Informer | 9,25/10 |
| GamePro       | [ 34 ]  |
| GameSpot      | 8,5/10  |
| GameSpy       | 4/5     |
| IGN           | 9/10    |
| Игромания     | 8/10    |

Bastion показала значні результати з продажу та отримала високі рейтинги від ігрових критиків. Протягом 2011 року було продано близько 500 000 копій всього і 200 000 в Xbox Live Arcade. У березні 2013 року креативний директор студії Грег Касавін заявив, що сумарно на всіх платформах продано понад 1,7 мільйона копій гри. Станом на травень 2014 року було продано близько 2 мільйонів копій. Боб Маккі з 1UP.com назвав гру «ідеальним сплетінням комп'ютерної гри й книжкової історії», а Мак-Кінлі Нобл, журналіст компанії GamePro, сказав, що гра входить в розряд тих ігор, які задають планку в візуальному і сюжетному напрямках. Максвел Макгі з GameSpot відгукнувся про гру як про дивовижний витвір, граючи в який можна приємно провести час. Працівник журналу  IGN Грег Міллер зроби висновки, що «Гра дивовижна і зобов'язані у неї зіграти, для себе».
Перші презентації гри, а особливо частина показаного геймплею де звучали оповіді, були позитивно зустрінуті публікою і критиками. Маккі висловив думку, що «тільки оформлення гри вистачить для забезпечення успішних продажів». Робітники журналу Edge відзначили, що лише реалізація оповідань додала «емоційного резонансу», а Том Брамвелл з Eurogamer похвалив «блискучі» візуальні ефекти та дотепні коментарі оповідача. Метт Міллер із Game Informer оцінив «добре написаний» сценарій оповідання, «відмінну» музику і яскраві візуальні ефекти, «які дають гравцеві відчуття присутності в якомусь оповіданні, підвладному вам же». З усіх високо оцінених елементів гри найменшу похвалу отримав сюжет гри, проте рецензент Мак-Кінлі Нобл заявив, що «сюжет тим кращий, чим глибше ви в нього занурюєтеся». Представником іншої точки зору є Райан Скотт, який висловився про сюжет як щось, що лише має видимість існування, а Грег Міллер вважав, що могло б бути й краще, і що жодна частина історії його не зачепила.
Ігровий процес гри мав набагато більш змішані відгуки серед рецензентів. Маккі похвалив різні елементи ігрового процесу і сказав, що бойова система має «оманливу видимість глибини», а Брамвелл заявив, що гра не містить ніяких експериментальних механік, і через це був розчарований грою. Рецензенти Edge були здивовані тим, що геймплей гри більше зацікавлює своєю різноманітністю, а не складністю, яку багато хвалили. Метт Міллер заявив, що бої веселі, хоча він відчував, що бракує глибини, швидкості та справжньої складності боїв. Грег Міллер відзначив різноманітність геймплею, як найкращу частину гри, а Скотт назвав це приємним елементом, хоча й не надто складним.

### Нагороди
Bastion була номінована в різних категоріях до і після випуску. Вперше гра перемогла відразу в двох номінаціях за видатні досягнення в галузі образотворчого мистецтва та аудіосупроводу в комп'ютерних іграх на заході Independent Games Festival у 2011 році. Наступну нагороду до релізу гра отримала на E3 2011 у категорії «Найкраще завантажувана гра», де вона також номінувалася в категорії «Найкраща оригінальна гра». Вже після релізу гра була номінована в 2011 році як «Найкраща незалежна гра» на Spike Video Game Awards, але виграла в номінаціях «Найкраща музика» і «Найкраще завантажувана гра». Пісня «Build That Wall (Zia's Theme)» виграла нагороду як «Найкраща пісня», і «Setting Sail, Coming Home (End Theme)» була номінована в тій же категорії. Академія інтерактивних мистецтв і наук визнала гру першою в списку найбільш завантажених, а також номінувала її в категорії за видатні інновації в ігровій індустрії.
Ігровий інтернет-журнал 1UP.com визнав гру найкращою в галузі оповідання і вручив відповідну нагороду, а Game Informer надав грі статус «Найкращого RPG інноватора» за оповідальну частина гри. Від GameSpot Bastion отримала нагороду за пісню «Build That Wall (Zia's Theme)», визнану найкращою у 2011 році, а також — приз глядацьких симпатій в категорії консольних ігор. IGN назвали гру «Найкращою Xbox Live Arcade грою 2011 року», а RPGamer вручив нагороду як «Найкращу рольову гру року». Official Xbox Magazine вручив розробникам нагороду за «Найкращу музику» і номінували в категорії «Найкраща художня робота», «Найкраща рольова гра» і «XBLA гра року». Також гра отримала нагороду в категорії «Найкращий звук в казуальній / інді / соціальній грі» від Game Audio Network Guild, а Даррен Корб був визнаний найкращим дебютантом року. У 2012 році на Game Developers Conference гра перемогла в категоріях «Найкращий звук», «Найкраще оповідання» і «Найкраще завантажувана гра». Supergiant Games виграли нагороду «Найкращий дебют року».